# Близанув (гмина)
Близанув (пол. Blizanów) — сельская гмина (волость) в Польше, входит как административная единица в Калишский повет, Великопольское воеводство. Население — 9247 человек (на 2004 год).

## Сельские округа
1. Бискупице
2. Близанув
3. Близанув-Други
4. Близанувек
5. Богуцице
6. Брудзев
7. Чайкув
8. Дембнялки
9. Дембнялки-Калиске
10. Доютрув
11. Годзёнткув
12. Янкув-Други
13. Янкув-Первши
14. Янкув-Тшеци
15. Ярантув
16. Ярантув-Колёня
17. Ястшембники
18. Кораб
19. Кужа
20. Липе
21. Липе-Тшеце
22. Лашкув
23. Паменцин
24. Павлувек
25. Пётрув
26. Пискоры
27. Покленкув
28. Прушкув
29. Романки
30. Рыхнув
31. Рыхнув-Колёня
32. Скрайня
33. Скрайня-Близановска
34. Шадек
35. Шадек-Колёня
36. Варшувка
37. Выганки
38. Загожин
39. Жегоцин
40. Жерники

## Соседние гмины
1. Гмина Хоч
2. Гмина Голухув
3. Гмина Гродзец
4. Калиш
5. Гмина Плешев
6. Гмина Ставишин
7. Гмина Желязкув